# دنی گاتری
دنی شان گاتری (انگلیسی: Danny Sean Guthrie؛ زادهٔ ۱۸ آوریل ۱۹۸۷) بازیکن فوتبال اهل انگلستان است.